# Шамрай, Агапий Филиппович
Ага́пий Фили́ппович Шамра́й (укр. Агапій Пили́ппович Шамра́й; 3 октября 1896 c. Мирополье — 7 апреля 1952, Киев) — доктор филологических наук, литературовед, историк литературы. Профессор, зав. кафедрами зарубежной (западной) литературы в Удмуртском университете, в Ферганском и Молотовском пединститутах, основатель и зав. кафедрами русской литературы и языкознания (1942—1943), западной литературы (1943—1944) историко-филологического факультета Молотовского (Пермского) университета, зав. кафедрой зарубежной литературы Киевского университета, старший научный сотрудник Институт литературы им. Тараса Шевченко Национальной академии наук Украины (1944—1952). Исследователь творчества Э. Т. А. Гофмана и И. П. Котляревского.

## Биография
Родился в зажиточной крестьянской семье. В 1917 году поступил в Киевский университет на историко-филологический факультет, затем перешёл в Харьковский университет, который окончил в 1921 году.
В 1921—1924 годах работал в Харьковском институте народного образования в качестве преподавателя украинской литературы. Одновременно учился в аспирантуре.
В 1924—1931 годах — преподаватель, а с 1929 года — профессор украинской литературы в Харьковском университете.
Одновременно заведовал сектором литературы эпохи феодализма в Институте литературы им. Тараса Шевченко (1926—1933). Уволен оттуда в связи с «социальным происхождением» и «буржуазно-националистическими взглядами». Опасаясь ареста НКВД, он покинул Украину, попытавшись скрыться сначала в Удмуртии, затем — в Узбекистане и на Урале.
В 1933—1937 годах — профессор, заведующий кафедрой западной литературы в Удмуртском пединституте (Ижевск).
В 1937—1938 годах — профессор, заведующий кафедрой западной литературы в Ферганском пединституте (Узбекистан).
В 1938—1942 годах — профессор, заведующий кафедрой западной литературы Молотовском пединституте.
В 1941—1942 годах по совместительству работал в Молотовском университете, где стал основателем (с 3 декабря 1942) и заведующим кафедрой всеобщей литературы возрождённого историко-филологического факультета. В декабре 1943 года она была разделена на кафедру русской (заведующий — Б. П. Городецкий) и кафедру всемирной литературы (заведующий — А. Ф. Шамрай).
В 1942—1944 годах — на постоянной работе в Молотовском университете. 27 декабря 1943 года в МГПИ им. В. И. Ленина защитил докторскую диссертацию «Творчество Э. Т. А. Гофмана» и с этого времени возглавил новосозданную кафедру западной литературы.
В 1943 году был реабилитирован, сразу после этого стал получать приглашения на работу из украинских вузов. В октябре 1944 года не вернулся из отпуска, оставшись в Киеве.
С конца 1944 года занимал должности профессора зарубежной литературы в Киевском университете и заведующего отделом западно-европейской литературы, старшего научного сотрудника отдела украинской дооктябрьской литературы Института литературы им. Тараса Шевченко АН УССР. В октябре 1949 года докторская диссертация А. Ф. Шамрая была раскритикована А. М. Лейтесом в «Литературной газете» за «космополитизм».
Умер 7 апреля 1952 года в результате врачебной ошибки. Похоронен на Байковом кладбище.

## Научная и учебная деятельность
Современники оставили хорошие отзывы о лекторской и преподавательской работе А. Ф. Шамрая. Согласно воспоминаниям бывших студентов Киевского университета,

его лекции были чрезвычайно популярными, причём среди студентов не только филфака; на них можно было встретить и будущих математиков, физиков. Как правило, он не пользовался конспектом, материал подавал непринужденно и вдохновенно, цитируя оригиналы, легко переходил с немецкого на французский или английский языки.

Важна также оценка его работы, данная в Молотовском пединституте его директором В. С. Павлюченковым:

Профессор А. Ф. Шамрай в процессе педагогической работы обнаружил широкую эрудицию, прекрасное знание материала по своей специальности, умелый методический подход к студентам, принимал активное участие в работе кафедры.

А. Ф. Шамрай владел английским, латинским, немецким, французским, белорусским, польским, украинским языками.
Он опубликовал около 80 научных работ. Среди них: работы по теории и методологии литературы, исследования по зарубежной литературе, посвящённые творчеству Шекспира, В. Гюго, Э.-Т.-А. Гофмана и др.
Значительная часть работ посвящена истории украинской литературы (исследования о Степане Васильченко, Михаила Коцюбинского, Алексея Стороженко, Якова Щеголева, Николая Костомарова, Ивана Котляревского, Тараса Шевченко, Левка Боровиковского, Григория Квитка-Основьяненко и др.). На родине известен как автор монографии «Украинская литература» (1928), редактор сборника «Харьковская школа романтиков» (1930), как крупнейший исследователь и популяризатор творчества И. П. Котляревского. Под его руководством в первой половине 1950-х годов было издано первое полное собрание сочинений И. Котляревского. Это издание стало новым этапом во всей науке о Котляревском. А. Ф. Шамрай написал вступительную статью для издания, а его авторские примечания к поэме «Энеида» в этом издании вошли в следующие издания наравне с примечаниями самого И. Котляревского.
В 1996 г. в Сумах (центральный город Сумской области, в которой родился А. Ф. Шамрай) была проведена конференция, посвящённая 100-летию со дня его рождения. По итогам конференции были изданы материалы (А. П. Шамрай: Матеріали наукової конфереції, присвяченої 100-річчю від дня народження видатного вченого-літературознавця i педагога. / Коллект. автор, Охріменко, Павло Павлович ; Сум.пед.iн-т / Сум. пед. iн-т. Суми, 1996. 41 с., Библиогр.: с. 36-40).

### Избранные работы
- Харьковская школа романтиков. Вступительные статьи, редакция и примечания А. Шамрай. Т. 1-3. — Х.: ДВУ, 1930.
- Украинская литература. Краткий обзор. Вид.2е, исправленное и дополненное. Х.: Движение, 1928.
- «Наталка Полтавка» И. Котляревского. Киев: Госиздат, 1955. 73 с.
- Избранные статьи и исследования. Киев: Держ. вид. худ. лит-ры, 1963. 317 с.
- Эрнст Теодор Амадей Гофман. Жизнь и творчество. Подг. З. Либман. Киев: Днепр, 1969. 299 с.